# Вера Брежњева
Вера Брежњева (укр. Віра Вікторівна Галушка, рус. Вера Викторовна Галушка; 3. фебруар 1982, Камјанске) украјинска је певачица и глумица.

## Биографија

### Породица
Вера се родила 3. фебруара 1982. године у Камјанску, СССР. Њена мајка, Тамара, је рускиња, а отац Виктор украјинац, руског порекла. Родитељи су јој били запослени у хемијској индустрији, која се налазила надомак реке Дњепар. Вера има три сестре, старију Галину и млађе, близнакиње Анастасију и Викторију (рођ. 1985).

### ВИА Гра
2002. постаје члан групе ВИА Гра након што их је напустила Алена Виницкаја. Пет година касније, у јулу 2007, Вера напушта групу, а замењује је Татјана Колтова.

### Повратак музици
Маја 2008, Вера издаје свој први сингл Я Не Играю (Ја не играм). Наредни сингл Нирвана изашао је 27. октобра исте године. Трећи сингл Любовь в большом городе (Љубав у великом граду), објављен је 2009. Четврти Любовь спасёт мир (Љубав ће спасити свет) постаје сингл #1 у Русији. Исте године издаје још два; Пронто и Лепестками слез (Латице суза). Премијера сингла Реальная жизнь (Прави живот) била је почетком 2011. године, а наредне године издаје још 4; Sexy Bambina, Бессонница (Инсомнија), Ищу тебя (Тражим те) и Любовь на расстоянии (Љубав на даљину).

## Приватни живот
Вера има ћерку Соњу (рођ. 30. марта 2001), коју је добила у браку са Виталиј Војченком. Новембра 2006, удала се за украјинског бизнисмена Михаила Кипермана и тако узела мужевљево презиме. 14. децембра 2009, добили су ћерку Сару. У октобру 2012. је објављено да се разводе. У фебруару 2013, до медија је доспела информација да је Вера започела романсу са режисером Марјусом Вајсбергом, али она то није потврдила. У октобру 2015. се тајно удала за Константина Меладза. Свадба је одржана у Италији, у кругу најближих.

## Дискографија

### Албуми

#### Соло албуми
- Любовь спасёт мир (2010)
- Ververa (2015)

#### Студијски албуми
- Стоп! Снято! (2003)
- Биология (2003)
- Stop! Stop! Stop! (2003)
- L.M.L. (2007)- као члан ВИА Гра

#### Компилације и ЕП
- Бриллианты (2005)
- ВИА Гра. MP3 Collection (2006)

#### DVD
- Стоп! Снято! (2003)
- Nu Virgos: MV Collection (2004) (као ВИА Гра)
- Video Бриллианты (2006)

### Синглови
- Я не играю (2008)
- Нирвана (2008)
- Любовь в большом городе (2009)
- Любовь спасёт мир (2010)
- Пронто (2010)
- Лепестками слёз (2010)
- Реальная жизнь (2011)
- Sexy Bambina (2011)
- Бессонница (2012)
- Ищу тебя (2012)
- Любовь на расстоянии (2012)
- Хороший день (2013)
- Скажи (2013)
- Доброе утро (2014)
- Luna (2014)
- Девочка моя (2014)
- Мамочка (2015)
- Этажи (2015)
- Номер 1 (2016)